# Germán Hornos
Germán Hornos, vollständiger Name Germán Andrés Hornos Correa (* 21. August 1982 in San José) ist ein ehemaliger uruguayischer Fußballspieler. Seit dem 28. Januar 2006 ist er auch im Besitz der spanischen Staatsbürgerschaft.

## Karriere

### Verein
Der Sturm begann seine Karriere im heimischen Departamento Durazno. Dort wurde er bei einem „Talentspäher“ bei einem Spiel der U-18-Departamento-Auswahl entdeckt. Im Alter von 19 Jahren wechselte er nach Montevideo zu Fénix und spielte dort bis 2003. In dieser Zeit wurde er 2002 mit 25 Treffern Torschützenkönig der Primera División Uruguays. Anschließend wechselte er nach Spanien und war dort in der Primera División für den FC Sevilla aktiv. Dort konnte er in der Saison 2003/04 die in ihn gesteckten Erwartungen nicht erfüllen, kam lediglich in 16 Spielen, in denen er nur sechsmal in der Startaufstellung stand, zum Einsatz und erzielte zwei Treffer. Ab Juli 2004 wechselte er zunächst auf Leihbasis in die Segunda División zu Real Valladolid. Seine Zeit bi diesem Verein war jedoch überschattet von einem schweren Verkehrsunfall, in den er während seiner Zeit bei Valladolid im Rahmen seines Weihnachtsurlaubs am Heiligen Abend 2004 in seiner uruguayischen Heimat auf der Rambla der Stadt Durazno verwickelt war. Dabei erlitt er lebensgefährliche Kopfverletzungen, die ihn zu einer einjährigen Zwangspause bei der Ausübung seines Sports zwangen. Zuvor war er in den ersten 18 Saisonspielen 16-mal eingesetzt worden und hatte acht Treffer erzielt, so dass sich sein zunächst wenig erfolgreiches Spanien-Engagement doch noch zum Positiven zu wenden schien. Nach der verletzungsbedingten Auszeit konnte er jedoch an die gezeigten Leistungen nicht mehr anknüpfen. Zwar verlängerte Real Valladolid die Ausleihe um ein weiteres Jahr und er blieb bis 2006 beim Klub. Er wurde in der Folgezeit allerdings nur noch zweimal in der Zweiten Mannschaft eingesetzt, wobei ihm ein Torerfolg nicht gelang. 2006 kehrte er zunächst im Rahmen eines Leihgeschäfts nach Uruguay zurück und schloss sich Bella Vista an. Im Januar 2007 wechselte er ebenfalls leihweise zu River Plate Montevideo. Sein Trainer dort war der Juan Ramón Carrasco, unter dessen Ägide er auch schon in seiner Zeit bei Fénix gespielt hatte. Die nächste Leihstation war ab Juli 2007 für ein halbes Jahr Central Español. Ab Januar 2008 folgte eine Station beim Tacuarembó FC. 2009 wechselte er nochmals nach Europa und schloss sich dem französischen Verein AC Arles-Avignon an, konnte sich dort aber im Training nicht für die Erste Mannschaft empfehlen. Seit Anfang Februar 2010 stand er in Diensten des Zweitligisten Durazno FC. Mit seinem Heimatklub scheiterte er knapp am Aufstieg in die Primera División. Von dort führte der Weg des Uruguayers, den insbesondere sein gutes Kopfballspiel auszeichnet, für die Spielzeit 2011 nach Chillán in Chile zu Ñublense. Aus dem November 2011 existieren Berichte, Hornos sei vereinslos im Jahre 2011. Andere Quellen berichten davon, dass sein Engagement bei dem chilenischen Klub bis Juli 2012 währte.

### Nationalmannschaft
Für die uruguayische Fußballnationalmannschaft absolvierte er von seinem Debüt am 20. November 2002 bis zu seinem letzten Einsatz am 31. März 2004 insgesamt sieben Länderspiele, in denen er einen Treffer erzielte.(Quelle: rsssf)

### Erfolge
- 2002: Torschützenkönig der Primera División (Uruguay)

## Privates
Hornos jüngerer Bruder Samuel ist ebenfalls als Fußballspieler aktiv und spielte unter anderem bereits für Fénix, Durazno FC, den guatemaltekischen Verein Imperial und die Departamento-Auswahl von Flores und Florida. Im Jahr 2011 stand er in Durazno bei Unión Juvenil unter Vertrag.